# Murviel-lès-Béziers
Murviel-lès-Béziers is een gemeente in het Franse departement Hérault (regio Occitanie). De plaats maakt deel uit van het arrondissement Béziers. Murviel-lès-Béziers telde op 1 januari 2022 3.038 inwoners.

## Geografie
De oppervlakte van Murviel-lès-Béziers bedroeg op 1 januari 2022 32,36 vierkante kilometer; de bevolkingsdichtheid was toen 93,9 inwoners per km².

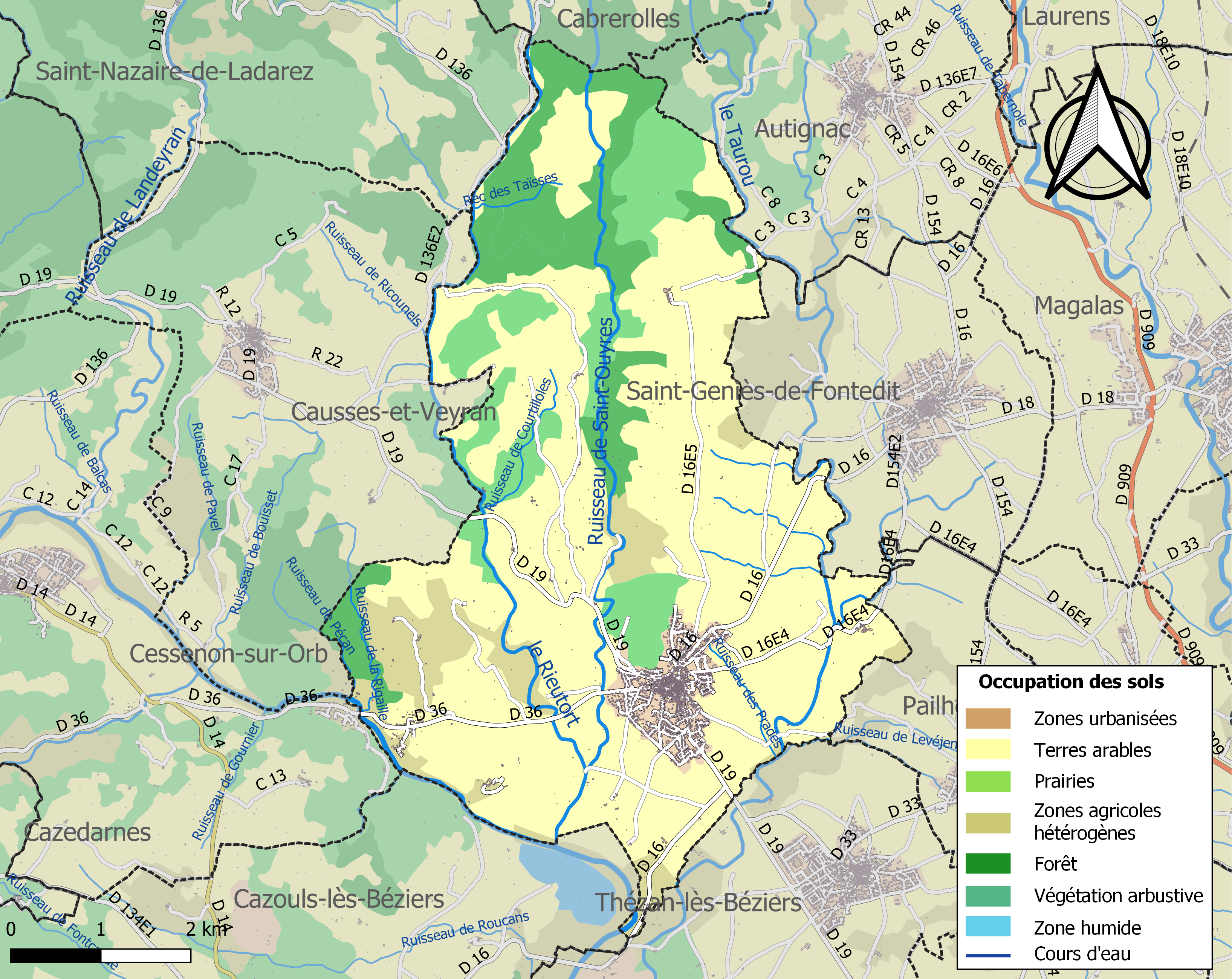
Kaart van de gemeente met belangrijkste infrastructuur, bodemgebruik en omliggende gemeenten

## Demografie
Onderstaande figuur toont het verloop van het inwonertal (bron: INSEE-tellingen).